# Rolf Gutmann (Rechtsanwalt)
Rolf Ernst Deryck Gutmann (geb. 1949 in Schwenningen a.N.) ist ein deutscher Rechtsanwalt, Lehrbeauftragter und Fachautor im Bereich des Ausländerrechts, insbesondere des Assoziationsrechts für türkische Staatsangehörige.

## Werdegang
Nach dem Abitur 1967 in Schorndorf absolvierte Gutmann eine Banklehre und begann 1969 sein Studium der Rechtswissenschaften an der Universität Tübingen. 1977 erfolgte die Zulassung zur Rechtsanwaltschaft, 1994 die Fachanwaltschaft für Verwaltungsrecht und 1995 die Promotion an der Universität Hamburg.
Im Jahre 2002 wurde Gutmann Mitglied der Fachredaktion und 2005 Mitherausgeber der Zeitschrift Informationsbrief Ausländerrecht. 2008 wurde er Lehrbeauftragter an der Yeditepe Üniversitesi in Istanbul, wo ihm 2010 die Titel Ehrenprofessor (honorary professorship) und Ehrendoktor (honorary doctorate) verliehen wurden.

## Titelstreit
Nach einem wettbewerbsrechtlichen Gerichtsstreit über die Frage, ob bzw. wie Gutmann die in der Türkei verliehenen Titel in Deutschland führen dürfe, entschied das Oberlandesgericht Stuttgart mit Urteil vom 18. März 2014, dass sowohl der Professorentitel als auch der ehrenhalber verliehene Doktortitel jeweils einen Hinweis auf die verleihende Institution tragen muss. Die von Gutmann erhobene Verfassungsbeschwerde vor dem Verfassungsgerichtshof für das Land Baden-Württemberg wurde als offensichtlich unbegründet zurückgewiesen.

## Veröffentlichungen (Auswahl)
- Rechte für Ausländer: Aufenthaltsrecht, Arbeitsrecht, Sozialrecht, Bund-Verlag, Frankfurt, 2009, ISBN 978-3-7663-3887-7
- Ausländische Arbeitnehmer: besondere Regelungen im Arbeits- und Sozialrecht, Bund-Verlag, Frankfurt, 2005, ISBN 3-7663-3669-X
- Die Assoziationsfreizügigkeit türkischer Staatsangehöriger: ihre Entdeckung und ihr Inhalt (zugl. Dissertation an der Universität Hamburg, 1995), 2. Aufl., 1999, Nomos Verlag, Baden-Baden, ISBN 3-7890-5894-7
- als Bearbeiter: Gemeinschaftskommentar zum Aufenthaltsgesetz (GK-AufenthG), ISBN 978-3-472-05322-4:  Kommentierung der §§ 71, 72, 74 AufenthG; Art. 6 – 16, 30 des Beschlusses Nr. 1/80 des Assoziationsrats EWG-Türkei; Zur Rechtsstellung von Ausländern in arbeits- und sozialrechtlicher Hinsicht

Eine umfassende Publikationsliste, inklusive Zeitschriftenartikeln findet sich auf der Website der Kanzlei.